# Адельберг
Адельберг (нем. Adelberg) — община в Германии, в земле Баден-Вюртемберг.
Подчиняется административному округу Штутгарт. Входит в состав района Гёппинген. Подчиняется управлению Эстлихер Шурвальд.  Население составляет 2006 человек (на 31 декабря 2010 года). Занимает площадь 9,49 км².